# Shymkent Challenger II 2022
Il Shymkent Challenger II 2022 è stato un torneo maschile di tennis professionistico. È stata la 6ª edizione del torneo, facente parte della categoria Challenger 80 nell'ambito dell'ATP Challenger Tour 2022, con un montepremi di 53 120 $. Si è svolto dal 16 al 21 maggio 2022 sui campi in terra rossa del Centro nazionale tennis di Shymkent in Kazakistan.

## Partecipanti

### Teste di serie
| Nazionalità | Giocatore              | Ranking* | Testa di serie |
| ----------- | ---------------------- | -------- | -------------- |
|             | Aleksandr Ševčenko     | 238      | 1              |
| Ucraina     | Illja Marčenko         | 254      | 2              |
| Spagna      | Nicolás Álvarez Varona | 276      | 3              |
| Giappone    | Kaichi Uchida          | 285      | 4              |
|             | Evgenij Karlovskij     | 286      | 5              |
| Romania     | Filip Cristian Jianu   | 295      | 6              |
| Uzbekistan  | Denis Istomin          | 299      | 7              |
| Svizzera    | Antoine Bellier        | 311      | 8              |

* Ranking al 9 maggio 2022.

### Altri partecipanti
I seguenti giocatori hanno ricevuto una wild card per il tabellone principale:
- Saba Purtseladze
- Dostanbek Tashbulatov
- Beibit Zhukayev

I seguenti giocatori sono entrati in tabellone alternate:
- Sebastian Fanselow
- Alibek Kachmazov

I seguenti giocatori sono passati dalle qualificazioni:
- Ivan Gakhov
- Sasi Kumar Mukund
- Sergey Fomin
- Eric Vanshelboim
- Arjun Kadhe
- Evan Zhu

## Campioni

### Singolare
Sergey Fomin ha sconfitto in finale  Robin Haase con il punteggio di 7–6(4), 6–3.

### Doppio
Sanjar Fayziev /  Markos Kalovelonis hanno sconfitto in finale  Mikael Torpegaard /  Kaichi Uchida con il punteggio di 6(3)–7, 6–4, [10–4].